# 과오 없는 불일치
과오 없는 불일치(faultless disagreement)는 그룹 A는 P를 참이라하고 그룹 B가 ~P를 참이라고 할 때 그룹 A와 B 모두 잘못이 아닌 경우를 말한다. 이런 불일치는 가치평가가 포함되는 담론이나 미학, 믿음, 도덕적 가치의 정당화 등에서 발생한다.
예를 들어 존은 메리를 앤보다 예쁘다고 말한다. 밥은 반대다. 이 경우는 과오없는 불일치 상황이고 누구나 다른 의견을 낼 수 있다. 딱히 누구도 우월한 상태에 놓여있지 않다.
수리 논리학 내에서는 P와 ~P 모두 참일 수는 없다. 과오 없는 불일치는 진리 상대주의 내에서 적용 가능한 틀이다. 막스 쾰벨과 스벤 로젠크란츠는 순수하게 과오 없는 불일치는 불가능하다는 논점을 가지고 있다.